# بيتر برادلي
بيتر برادلي (بالإنجليزية: Peter Bradley)‏ (26 مايو 1991 في المملكة المتحدة - ) هو لاعب كرة قدم بريطاني في مركز الدفاع. لعب مع نادي سانت ميرين وInstitute F.C. ‏ وAnnan Athletic F.C. ‏ ونادي كاودينبيث لكرة القدم ونادي كوينز بارك.

## وصلات خارجية
- بيتر برادلي على موقع قاعدة بيانات كرة القدم.إي يو (الإنجليزية)